# ナイロン100%
ナイロン100%（ナイロンひゃくパーセント）は、東京都渋谷区のセンター街に存在したニュー・ウェイヴ喫茶店。NYLON100%とも。
喫茶店ながら、店内でひんぱんにライブも行われた。また「ナイロン100%デー」（のちに「100%プロジェクトデー」）と題して、初代店長の中村直也（現プロデューサー）の企画で、「荻窪ロフト」や「新宿ロフト」等でライブ・イベントも行った。
桑原茂一プロデュースのクラブ「ピテカントロプス・エレクトス」、大貫憲章がDJをつとめていたディスコ「新宿ツバキハウス」とともに、ニュー・ウェイヴの牙城として、のちに伝説的な存在となった。

## 概要
- 1978年8月にオープン。初代店長はロック喫茶「めいじどおり」でアルバイトをしていた中村直也。
- 1980年2月からレコード自主制作プロジェクト「100%プロジェクト」が中村により開始。
- 1981年10月ごろ、中村が店長辞任。
- 1982年に常連客の増戸実（のち、「BAR目黒川」店長）が新店長に。
- 1986年3月31日に閉店。

## 施設概要
- 店内は白く無機質な内装。プラスチックの椅子、大理石の床。通りから見える、青く光る店名のネオンサインが印象的であった。
- 店長にリクエストすれば、当時の最先端の曲をかけてくれた。なお、音源はすべてコンパクトカセットであった。カセットのインデックスは全てナイロン100％のオリジナルであった。
- 増戸店長時代はビデオ・スクリーンが用意され、映画「ブレードランナー」や「リキッド・スカイ」、またアメリカの音楽番組の映像等が映されていた（ただし、ビデオの音は流さず）。また、夜間のみの営業となり、酒類が出されるようになった。
- 元来、喫茶店であったため、ライブをしても客が4、50人入れば満員となった。
- 閉店の際はガレージセールが行われ、店で使用されていた食器、テーブル、椅子、什器、カセットテープ等が販売された。

## ライブをした主なバンド
- ヒカシュー
- 8 1/2
- 突然段ボール
- P-MODEL
- FRESH
- プラスチックス
- ハルメンズ
- ゲルニカ
- 東京ブラボー
- アーント・サリー
- アナザー・ヴォイス
- 東京タワーズ
- 有頂天
- 空手バカボン
- パール兄弟
- すきすきスウィッチ
- くじら
- コンスタンス・タワーズ
- 京浜兄弟社
- もすけさん

## 主な常連客
常連客がアルバイトとして店員を兼ねることも多かった。
- 管野秀夫（写真家）
- 地引雄一（写真家）
- 坂本みつわ
- 米原康生（写真家）
- 巻上公一
- 平沢進
- 久保田慎吾
- 上野耕路
- 鈴木智文
- 太田蛍一
- 高木完
- 中村直
- ブラボー小松
- 戸川純
- 戸川京子
- ロリータ順子
- 野々村文宏
- 香山リカ
- 渡辺和博
- スージー甘金
- 小堺文雄
- サエキけんぞう
- 小塚類子
- 川勝正幸
- 岡崎京子
- 加藤賢崇
- 岸野雄一
- 常盤響
- KERA
- 犬山イヌコ
- 大槻ケンヂ
- 林茂助
- 山口優
- 鈴木賢司(Kenji Jammer)
- 野宮真貴
- SASHA